# Monica Mattos
Mônica Monteiro da Silva, mais conhecida como Monica Mattos (Ferraz de Vasconcelos, 6 de novembro de 1983), é uma tatuadora, ex-dançarina, ex-apresentadora e ex-atriz de filmes pornográficos brasileira.

## Carreira
Foi considerada uma das atrizes pornográficas mais famosas do Brasil. Em 2015, seu nome era um dos mais buscados no site Pornhub.
Começou a trabalhar como prostituta aos 18 anos. Iniciou a carreira pornográfica por influência de uma amiga, em 2004, que a apresentou a um produtor, tendo realizado em torno de 300 filmes adultos por diversas produtoras nacionais e internacionais ao longo dos dez anos da carreira encerrada em 2013. Em entrevista, revelou ter assistido a seu primeiro filme pornô aos 10 anos de idade.
Em 2006, foi o tema central de uma grande polêmica ao aparecer em um vídeo onde praticava sexo oral a um cavalo (zoofilia). A divulgação desse vídeo causou enorme controvérsia entre o público brasileiro apreciador de filmes pornográficos.
Foi contratada do grupo Brasileirinhas, estrelando filmes com celebridades como os atores Matheus Carrieri, Clóvis Basílio dos Santos (mais conhecido como "Kid Bengala") e Alexandre Frota. Em 2007, foi contratada para trabalhar com exclusividade pela Sexxxy Brasil. Participou também de algumas produções americanas a partir de 2005.
Em 2008, se consagrou como a primeira latino-americana a vencer o AVN Award na categoria "Female Foreign Performer of the Year" (performance feminina estrangeira do ano), por sua atuação em Devassa. O prêmio é considerado o Oscar do pornô internacional. Essa premiação lhe rendeu visibilidade na mídia, sendo convidada para entrevistas em programas como Programa do Jô, Conexão Repórter, Pânico e Amor & Sexo. Foi apresentadora do programa Uma Noite no Paraíso no canal adulto da TVA.
Em 2010, foi chamada pelo diretor e produtor de cinema independente Newton Uzeda para participar de seu primeiro filme não erótico, um curta-metragem de terror. Desde então, investiu na carreira de atriz e fazia shows de strip-tease e pole dance pelo Brasil.
Atualmente, Mônica Mattos mudou seu nome, está casada, é mãe de dois filhos e trabalha como tatuadora.

### Videoclipes
- 2008: "Cinderela", single do rapper Cabal. Ela faz o papel de uma dançarina e passa o clipe praticando pole dance.[19]
- 2014: "Santa Sampa", do grupo Vespas Mandarinas.[20]

## Prêmios
- Vencedora do Adam Film World Award 2006 – Best Latin Starlet[21]
- Indicada do AVN Award 2007 – Female Foreign Performer of the Year[22]
- Vencedora do AVN Award 2008 – Female Foreign Performer of the Year[23]
- PIP 2014 – Melhor cena de DP – por Meninas Más[24]